# Kriminalprognose
Die Kriminalprognose ist eine Verhaltensvorhersage darüber, ob eine Person oder eine bestimmte Personengruppe gegen das Strafgesetz verstoßen wird. Die Kriminalprognose ist in vielen Fällen vom Gesetzgeber vorgeschrieben (z. B. bei der Anordnung von freiheitsentziehenden Maßregeln, §§ 63, 64, 66 StGB). Das Gericht kann einen Sachverständigen mit der Erstellung eines kriminalprognostischen Gutachtens beauftragen und dieses zur Entscheidungsfindung heranziehen.

## Arten von Prognosen
Innerhalb der Kriminalprognose wird zwischen statistischen und klinischen Prognosen unterschieden. Bei der statistischen (synonym: aktuarisch, nomothetisch) Prognose werden empirische Untersuchungen zu Rückfallhäufigkeiten und -prädiktoren einer entsprechenden Tätergruppe herangezogen. Aus den Ergebnissen dieser Untersuchungen werden Regeln zur Beurteilung des Rückfallrisikos abgeleitet. Relevante Risikomerkmale des vorliegenden Einzelfalls werden durch eine Erhebung der persönlichen Vorgeschichte (Anamnese), ein Aktenstudium und ein persönliches Gespräch mit der Person erhoben. Anhand der abgeleiteten Regeln werden die Ausprägungen einer Person bzgl. dieser Merkmale zu einer numerischen Rückfallwahrscheinlichkeit für den Einzelfall verdichtet.
Die klinische (synonym: idiografisch) Prognose bezieht sich bei der Risikobeurteilung auf den vorliegenden Einzelfall. Dazu erfolgt eine Analyse des Lebenslaufs und der Familienverhältnisse der Person sowie eine psychiatrisch-psychologische Diagnostik anhand von zielgerichteten Befragungen (Exploration) und Testverfahren. Aus den erhobenen Daten wird ein Erklärungsmodell für die Tat entwickelt, welches anschließend auf zukünftiges Veränderungspotential hin überprüft wird. Aus diesem Veränderungspotential wird die Rückfallwahrscheinlichkeit abgeleitet. Abzugrenzen von der klinischen Prognose ist die intuitive Methode. Diese beruht auf der unsystematischen Einschätzung durch subjektive Erfahrungen des Diagnostikers. Aufgrund dieser unsystematischen Vorgehensweise sollte sie streng genommen nicht als eigene „Methode“ bezeichnet werden, sondern stellt vielmehr eine Fehlform der klinischen Methode dar.

## Arten von Prognoseinstrumenten
Innerhalb der Kriminalprognose lassen sich verschiedene Generationen von Prognoseinstrumenten unterscheiden, die zur Beurteilung der Rückfallwahrscheinlichkeit herangezogen werden. Die 1. Generation (Professional Judgement) entspricht der klinischen Prognosemethode und fokussiert auf die Entwicklung eines individuellen Erklärungsmodells der Tat (klinisches Prinzip). Der Einbezug statistischer Prognosemethoden wird in der Regel abgelehnt. Die 2. Generation umfasst die statistischen Prognoseverfahren. Der Fokus liegt hier auf der Ermittlung des Rückfallrisikos anhand empirischer und überwiegend unveränderbarer (statischer) Risikomerkmale sowie der Durchführung von Interventionen für Rückfallgefährdete (Risikoprinzip). Die 3. Generation (Structured Professional Judgement) leitet Testfragen oder -aufgaben (Testitems) aus bestehenden Theorien ab und verwendet veränderbare (dynamische) Risikomerkmale. Zusätzlich zur Ermittlung des Rückfallrisikos der 2. Generation können dadurch Interventionen auf die für die Person relevanten Risikomerkmale ausgerichtet werden. Die Interventionen berücksichtigen infolgedessen die individuellen Bedürfnisse der Person (Bedürfnisprinzip). Außerdem lassen sich Elemente der klinischen Prognosemethode finden: theoriegeleitete Testitems können Hinweise für ein Erklärungsmodell der klinischen Prognose liefern und die Erhebung dynamischer Risikofaktoren kann sehr komplex und individuell sein. Die 4. Generation berücksichtigt zusätzlich das Ansprechen der Person auf die Intervention (Ansprechbarkeitsprinzip). Zur Einschätzung des Ansprechens auf eine Intervention werden Behandlungsmotivation, intellektuelle Fähigkeiten sowie ggf. relevante geschlechtsspezifische Faktoren der Person erhoben. Die Prognose der Rückfallwahrscheinlichkeit kann dadurch in Bezug auf das Vorliegen antizipierter Bedingungen differenziert werden (z. B. wie verändert sich die Rückfallwahrscheinlichkeit, wenn die Person an einer bestimmten Intervention teilnimmt oder nicht teilnimmt).
Die aufsteigende Nummerierung der Generationen von Prognoseinstrumenten steht nicht für ein Ablösen der jeweiligen vorherigen Generation. Vielmehr berücksichtigen die verschiedenen Generationen verschiedene Fragestellungen. Je nach Einsatzgebiet erfüllen die verschiedenen Generationen ihre Aufgabe der Kriminalprognose unterschiedlich adäquat.

## Kritik Prognoseinstrumente
Klinische Prognoseinstrumente berücksichtigen individuelle Besonderheiten des Einzelfalls, wodurch ihre Vorgehensweise weniger strukturiert ist als die der statistischen Prognoseinstrumente. Die Beurteilung der Rückfallwahrscheinlichkeit ist dadurch stärker vom Diagnostiker abhängig und weniger objektiv (Objektivität). Außerdem stellt sie hohe zeitliche und inhaltliche Anforderungen an den Diagnostiker. Die statistischen Prognosemethoden sind dagegen durch ihre vorgegebenen Regeln standardisiert anwendbar und weisen eine höhere Objektivität sowie Transparenz auf. Hauptkritikpunkte statistischer Prognoseinstrumente sind die fehlende theoretische Grundlage sowie die Nutzung überwiegend unveränderbarer (statischer) Risikomerkmale. Statische Risikomerkmale eignen sich nur bedingt zur Ableitung von Interventionen, da eine Veränderung in ihnen unwahrscheinlich ist und nicht gemessen werden kann. Weiterhin ist eine inhaltliche Interpretation der Testitems für den Einzelfall unzulässig, da sich ihre empirischen Ergebnisse auf Durchschnittsverhältnisse einer Gruppe von Personen beziehen. Die daraus ableitbare Kritik ist eine fehlende oder geringe Bedeutung für den Einzelfall.
Zur Veranschaulichung der Bedeutung von Statistik für den Einzelfall liefert Gretenkord jedoch folgendes Beispiel, in dem ein Patient sich zwischen zwei Ärzten entscheiden kann:

„`Dr. Wolf hat 60 Patienten mit bestem Erfolg operiert, während 40 gestorben sind. Bei Dr. Fuchs ist es genau umgekehrt, 40 Erfolge, 60 Patienten sind gestorben. Wen möchten Sie haben?´
[…] Ich würde Dr. Wolf vorziehen.
Aber dann fährt der Chefarzt fort:
`Interessanterweise, wenn man das Geschlecht der Patienten berücksichtigt, sieht die Sache anders aus.
Wenn Sie nur die männlichen Patienten nehmen, hat Dr. Fuchs eine Erfolgsrate von 60 %, während von den Männern, die von Dr. Wolf operiert wurden, nur 40 % überlebt haben.´
Dann würde ich sagen:
`Lassen Sie doch lieber Dr. Fuchs die Operation machen.´
Der Chefarzt weiter:
`Unser Statistiker hat noch einige andere Dinge herausgefunden. Beispielsweise bei älteren Patienten hat Dr. Wolf die besseren Erfolge. Und bis heute hat noch kein Patient überlebt, der von Dr. Fuchs an einem Donnerstag operiert wurde; das könnte damit zusammenhängen, daß er mittwochs seinen Kegelabend hat.´
Dann würde ich sagen:
`Herr Professor, könnten Sie mir vielleicht die gesamten Untersuchungsergebnisse geben und mir noch etwas Bedenkzeit einräumen?´“

Eine Berücksichtigung von Gruppenstatistiken kann demnach trotz ihrer Nachteile eine sinnvolle Entscheidungshilfe für den Einzelfall sein.
Insgesamt wird Prognoseinstrumenten eine zu geringe Trefferquote nachgesagt, die im kriminalprognostischen Bereich weitreichende Konsequenzen haben kann: So können Personen fälschlicherweise eine ungünstige Prognose erhalten, obwohl sie nicht straffällig werden (Alpha-Fehler) oder fälschlicherweise eine günstige Prognose erhalten und anschließend doch straffällig werden (Beta-Fehler). Eine Prognose ist jedoch stets eine Entscheidung unter Risiko, nicht nur bei der Kriminalprognose, sondern auch in jedem anderen Bereich. Außerdem zeigen Untersuchungen, dass die Treffgenauigkeit von klinischen und statistischen Prognoseinstrumenten über der Zufallswahrscheinlichkeit liegt. Zudem besitzen bereits kleinste Verbesserungen in der Prognosestellung große praktische Relevanz: Nach einem Beispiel von Gretenkord würden bei 3000 kriminalprognostischen Entscheidungen pro Jahr und einer Verbesserung der Prognosegenauigkeit um 1 % bereits 30 Fehlentscheidungen weniger getroffen. Ebenfalls ist zu berücksichtigen, dass die Kriminalprognose nicht der einzige Aspekt ist, der zur Entscheidung durch das Gericht herangezogen wird. So kommen z. B. ebenfalls die Rechtsgüterabwägung und das Verhältnismäßigkeitsprinzip zum Einsatz.
Unabhängig von den unterschiedlichen Prognosemethoden und psychodiagnostischen Schulen sollten stets die bestmöglichen zur Verfügung stehenden Methoden zur Prognosestellung genutzt werden. Um dies zu gewährleisten, ist auf den aktuellsten Stand der Wissenschaft zurückzugreifen. Die Rückfallquoten aus empirischen Untersuchungen stellen demnach die besten Schätzungen dar, die derzeit vorliegen. Bezogen auf die verschiedenen Prognosearten weisen die statistischen Prognoseverfahren eine höhere Treffsicherheit auf als die klinischen. Wird die Rückfallquote für den vorliegenden Einzelfall anhand der entsprechenden Tätergruppe und statistischer Prognoseinstrumente eingeschätzt und erfolgt anschließend eine klinische Prognose nach wissenschaftlichem Vorgehen, kann die Kombination aus statistischen und klinischen Prognosemethoden die Treffgenauigkeit jeder Methode separat noch übertreffen.